# Jakub Dziółka
Jakub Dziółka (ur. 21 listopada 1980 w Chorzowie) – polski piłkarz występujący na pozycji środkowego obrońcy lub defensywnego pomocnika, trener.

## Kariera piłkarska
Piłkarz m.in. GKS II Katowice, Polonii Łaziska Górne, MK Górnik Katowice, Szczakowianki Jaworzno. Od 2006 przez trzy sezony reprezentował barwy bytomskiej Polonii, z którą wywalczył awans do ekstraklasy. Od jesieni sezonu 2009/10 występował w IV-ligowej Victorii Jaworzno, a przed rundą wiosenną dołączył do GKS Katowice. W sezonie 2011/12 reprezentował barwy Górnika Wesoła, z którym wywalczył awans do III ligi. W lipcu 2012 r. przeszedł do Szczakowianki Jaworzno. Na wiosnę 2013 r. został zawodnikiem A-klasowego MKS Myszków, w którym zakończył karierę piłkarską.

## Kariera trenerska
Pracę trenera rozpoczął w 2013 roku w MKS Myszków. Później był asystentem w Polonii Bytom i Skrze Częstochowa. W latach 2015–2018 był I trenerem Skry. Od stycznia 2018 roku do czerwca 2019 r. był asystentem trenera w GKS Katowice z przerwą w okresie od 20 września do 15 października 2018 roku kiedy pełnił funkcję I trenera. W 2019 trenował A-klasowy Górnik 09 Mysłowice. Następnie trenował juniorów Cracovii, a od lipca 2020 r. pełnił funkcję asystenta trenera w tym klubie. 5 lipca 2021 r. został asystentem trenera w Skrze Częstochowa. W rzeczywistości prowadził drużynę jako I trener. Zakończył pracę w klubie po sezonie 2022/2023, w którym drużyna spadła do II ligi. 17 czerwca 2024 r. został trenerem ŁKS-u Łódź z którym podpisał roczny kontrakt.